# Aberavon (circonscription du Senedd)
Ne doit pas être confondue avec Aberavon, une circonscription parlementaire de la Chambre des communes.
Pour les articles homonymes, voir Aberavon (homonymie).
Aberavon est une circonscription du Senedd dite de comté utilisée dans le cadre d’un scrutin uninominal pour les élections générales du Parlement gallois. Créée en 1999, elle appartient à la région électorale de South Wales West.
David Rees est le membre du Senedd représentant la circonscription depuis l’élection générale de 2011. Il siège à la chambre dans le groupe du Labour.

## Histoire

### Création de la circonscription
Les circonscriptions de l’Assemblée (Assembly constituencies  en anglais) sont des divisions électorales du territoire du pays de Galles créées à compter du 1er décembre 1998 par le Government of Wales Act 1998 pour les élections de l’Assemblée nationale du pays de Galles et utilisées à partir du 6 mai 1999, jour du premier scrutin dévolu,.
Ainsi, la circonscription d’Aberavon est pour la première fois employée à partir des élections de l’Assemblée de 1999 comme 39 autres circonscriptions. Ses limites se calquent sur celles de la circonscription parlementaire (parliamentary constituency en anglais) d’Aberavon, qui est une circonscription dite de comté d’après le Parliamentary Constituencies Act 1986 (en),,.
La définition originelle de la circonscription est décrite dans le Parliamentary Constituencies (Wales) Order 1995, un décret en Conseil redistribuant les sièges gallois du Parlement du Royaume-Uni sur la base des zones de gouvernement local établies au 16 décembre 1994 et utilisé pour les élections générales de la Chambre des communes depuis 1997. À son sens, la circonscription d’Aberavon englobe un territoire compris sur deux districts : le borough de Neath, sur cinq sections électorales, et le borough de Port Talbot, dans son intégralité.

### Découpage de 2006
Un découpage des circonscriptions parlementaires et de l’Assemblée est effectué par le Parliamentary Constituencies and Assembly Electoral Regions (Wales) Order 2006 à partir des zones principales en usage au 31 janvier 2005. Ce décret en Conseil est mis en œuvre à partir des élections législatives galloises de 2007, et, à l’entrée en vigueur du Government of Wales Act 2006, il devient la base légale délimitant les circonscriptions et régions électorales de l’Assemblée,.
Le décret donne une nouvelle définition des limites de la circonscription d’Aberavon désormais établie à partir d’une partie du borough de comté de Neath Port Talbot localisée sur seize de ses sections électorales. Cependant, comme pour 16 autres circonscriptions, il n’altère pas les limites du territoire de la circonscription,.

## Description

### Toponymie
La seule dénomination officielle de la circonscription est celle d’Aberavon County Constituency (littéralement en anglais, la « circonscription de comté d’Aberavon ») d’après le Parliamentary Constituencies and Assembly Electoral Regions (Wales) Order 2006, plus simplement abrégée en Aberavon,.
Cependant, en gallois, elle est adaptée en Aberafan.

### Données démographiques
| Année | Population | Superficie (en km2) | Densité de population (en hab./km2) |
| ----- | ---------- | ------------------- | ----------------------------------- |
| 1991  | 63 536     |                     |                                     |
| 2001  | 63 150     | 176,25              | 358                                 |
| 2011  | 66 133     | 176,29              | 375                                 |

Le dernier recensement de la population en vigueur en Angleterre et au pays de Galles est celui effectué par l’Office for National Statistics en 2011.
Selon ce recensement, la circonscription d’Aberavon admet une population résidentielle (usual residents en anglais) de 66 133 habitants, en dessous de la moyenne par circonscription évaluée à 76 586 habitants. Elle est ainsi la cinquième circonscription la moins peuplée des circonscriptions du Senedd derrière celle de Montgomeryshire (4e rang) et devant celle de Cynon Valley (6e rang).
Du point de vue de la surface, avec ses 176,29 km2, elle est la 18e circonscription la moins étendue. Aussi, sa densité de population de 375 hab/km2 s’établit au dessus de la moyenne du pays de Galles.

### Système électoral
Les élections générales du Parlement gallois sont un système parallèle associant un scrutin majoritaire et un scrutin proportionnel qualifié de système du membre additionnel (additional member system en anglais, abrégé en AMS).
L’élection d’un représentant de circonscription est conduite dans le cadre d’un scrutin uninominal majoritaire à un tour (first-past-the-post). Selon ce système électoral, le candidat élu est celui ayant reçu le plus grand nombre de voix au premier et seul tour du scrutin. Une majorité simple (et non absolue) est donc requise pour gagner l’élection dans la circonscription.
Simultanément à l’élection du représentant de circonscription se déroule une autre élection, celle-ci au scrutin de liste bloquée, dans laquelle sont désignés 4 représentants régionaux en fonction des résultats des partis politiques à l’échelle des circonscriptions d’une région électorale. Ainsi, le scrutin corrige proportionnellement la somme des sièges obtenus par les partis dans les circonscriptions en distribuant les sièges régionaux selon le rapport de voix par sièges d’après la méthode d’Hondt. Plus un parti politique obtient de circonscriptions dans une région électorale donnée, moins il se voit attribuer de sièges régionaux dans celle-ci et inversement, mois il en obtient, plus il a de sièges régionaux sous réserve d’atteindre un seuil.

### Région électorale
D’après l’European Parliamentary Constituencies (Wales) Order 1994, la circonscription d’Aberavon est, avec celles de Bridgend, de Gower, de Neath, d’Ogmore, de Swansea East et de Swansea West, l’une des composantes de la région électorale de South Wales West en 1999,,.
Bien que la composition des circonscriptions ne soit pas modifiée, les frontières de la région électorale sont sensiblement modifiées par le Parliamentary Constituencies and Assembly Electoral Regions (Wales) Order 2006 qui ajuste les limites entre Bridgend et Vale of Glamorgan, située dans le South Wales Central, à partir des élections générales de 2007,.

## Représentants
| Mandature | Période              | Période              | Membre        | Groupe | Fonction |
| --------- | -------------------- | -------------------- | ------------- | ------ | --- |
| Ire       | 7 mai 1999           | 30 avril 2003        | Brian Gibbons | Labour | Vice-ministre de la Santé (2000-2003) |
| IIe       | 2 mai 2003           | 2 mai 2007           | Brian Gibbons | Labour | Vice-ministre du Développement économique et du Transport (2003-2005) Ministre de la Santé et de la Protection sociale (2005-2007)                                                                                               |
| IIIe      | 4 mai 2007           | 31 mars 2011         | Brian Gibbons | Labour | Ministre de l’Économie et du Transport (2007) Ministre de la Justice sociale et du Gouvernement local (2007-2009) |
| IVe       | 6 mai 2011           | 5 avril 2016         | David Rees    | Labour | Président du comité de la Santé et de la Protection sociale (2013-2016) |
| Ve        | 6 mai 2016           | 29 avril 2021        | David Rees    | Labour | Président du comité des Affaires extérieures et de la Législation supplémentaire (2016-2021) |
| VIe       | Depuis le 8 mai 2021 | Depuis le 8 mai 2021 | David Rees    | Labour | Vice-président du Senedd (depuis 2021) Président du comité de la Législation, de la Justice et de la Constitution (depuis 2021) Président du comité du Llywydd (depuis 2021) Président du comité de l’Examen du premier ministre |

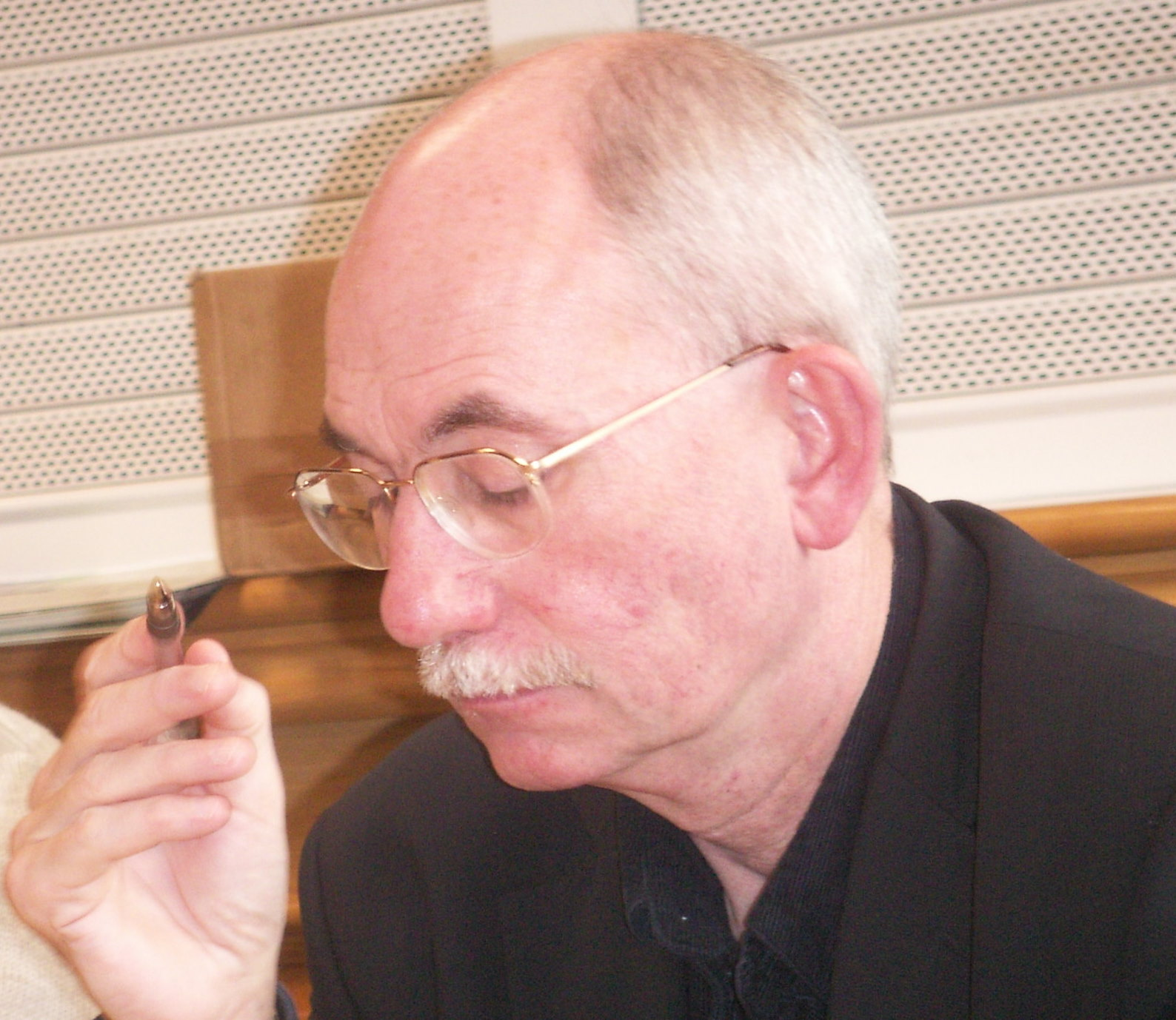
Brian Gibbons (de 1999 à 2011)
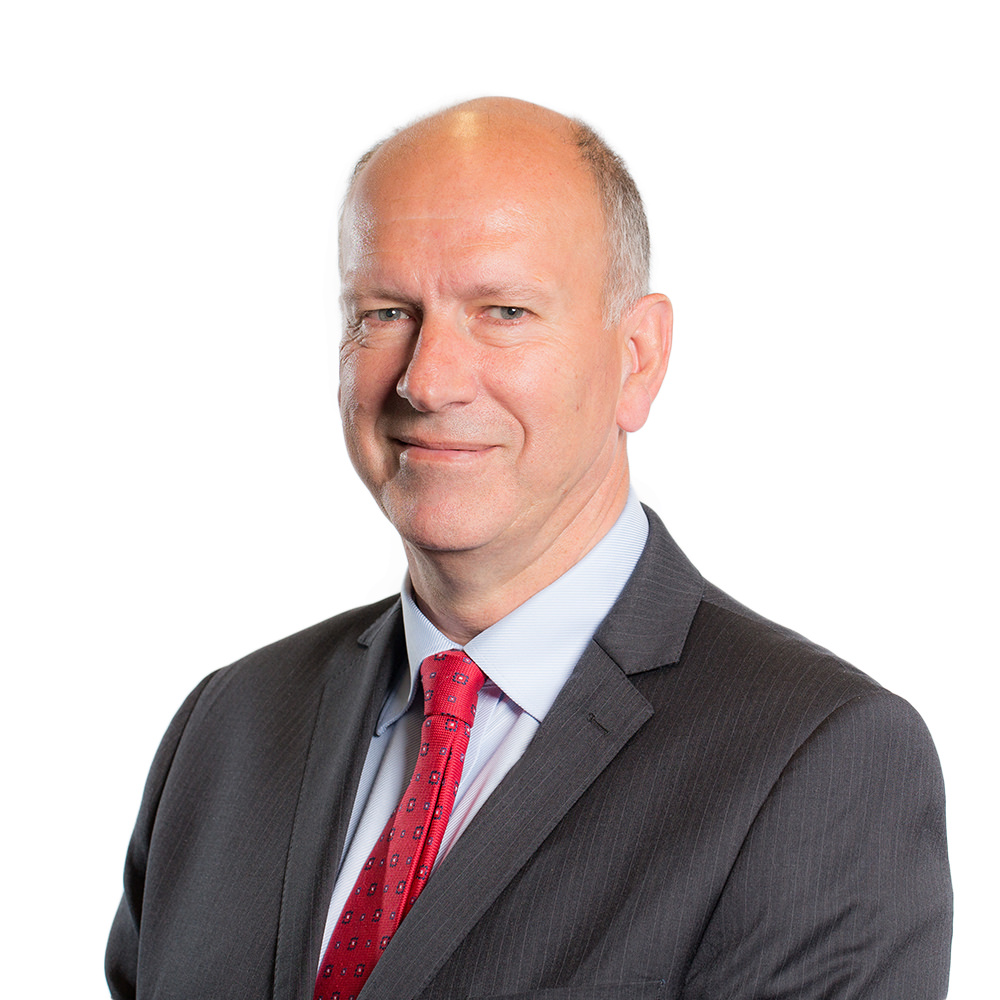
David Rees (depuis 2011)

## Résultats électoraux

### Évolution électorale
Pour des raisons techniques, il est temporairement impossible d'afficher le graphique qui aurait dû être présenté ici.

### Détails des élections

#### Élection de 1999
| Candidat                   | Candidat                                               | Étiquette                  | Parti                      | Vote   | Vote   | Vote |  |
| Candidat                   | Candidat                                               | Étiquette                  | Parti                      | Voix   | %      | ±    |  |
| -------------------------- | ------------------------------------------------------ | -------------------------- | -------------------------- | ------ | ------ | ---- |  |
|                            | Brian Gibbons                                          | LAB                        | Welsh Labour               | 11 941 | 51,26  | ND   |  |
|                            | Janet Davies                                           | PC                         | Plaid Cymru                | 5 198  | 22,31  | ND   |  |
|                            | Keith Davies                                           | LD                         | Welsh Liberal Democrats    | 3 165  | 13,59  | ND   |  |
|                            | Mary E. Davies                                         | CON                        | Welsh Conservatives        | 1 624  | 6,97   | ND   |  |
|                            | Captain Beany                                          | IND                        | Millenium Bean Party       | 849    | 3,64   | ND   |  |
|                            | Huw Pudner                                             | IND                        | United Socialist Party     | 517    | 2,22   | ND   |  |
|                            |                                                        |                            |                            |        |        |      |  |
| Majorité                   | Majorité                                               | Majorité                   | Majorité                   | 6 743  | 28,95  | ND   |  |
| Transfert de Butler        | Transfert de Butler                                    | Transfert de Butler        | Transfert de Butler        |        |        | ND   |  |
|                            |                                                        |                            |                            |        |        |      |  |
| Corps électoral            | Corps électoral                                        | Corps électoral            | Corps électoral            | 49 976 | 100,00 |      |  |
| Abstention, blancs et nuls | Abstention, blancs et nuls                             | Abstention, blancs et nuls | Abstention, blancs et nuls | 26 682 | 53,39  |      |  |
| Exprimés                   | Exprimés                                               | Exprimés                   | Exprimés                   | 23 294 | 46,61  | ND   |  |
|                            |                                                        |                            |                            |        |        |      |  |
|                            | Le Labour remporte le siège (nouvelle circonscription) |                            |                            |        |        |      |  |

#### Élection de 2003
| Candidat                   | Candidat                    | Étiquette                  | Parti                      | Vote   | Vote   | Vote  |  |
| Candidat                   | Candidat                    | Étiquette                  | Parti                      | Voix   | %      | ±     |  |
| -------------------------- | --------------------------- | -------------------------- | -------------------------- | ------ | ------ | ----- |  |
|                            | Brian Gibbons               | LAB                        | Welsh Labour               | 11 137 | 59,38  | 8,12  |  |
|                            | Geraint Owen                | PC                         | Plaid Cymru                | 3 324  | 17,72  | 4,59  |  |
|                            | Claire Waller               | LD                         | Welsh Liberal Democrats    | 1 840  | 9,81   | 3,78  |  |
|                            | Myr Boult                   | CON                        | Welsh Conservatives        | 1 732  | 9,23   | 2,26  |  |
|                            | Robert Williams             | IND                        | Socialist Alternative      | 608    | 3,24   | ND    |  |
|                            | Gwenno Saunders             | IND                        | Independent                | 114    | 0,61   | ND    |  |
|                            |                             |                            |                            |        |        |       |  |
| Majorité                   | Majorité                    | Majorité                   | Majorité                   | 7 813  | 41,66  | 12,71 |  |
| Transfert de Butler        | Transfert de Butler         | Transfert de Butler        | Transfert de Butler        |        |        | 6,36  |  |
|                            |                             |                            |                            |        |        |       |  |
| Corps électoral            | Corps électoral             | Corps électoral            | Corps électoral            | 50 208 | 100,00 |       |  |
| Abstention, blancs et nuls | Abstention, blancs et nuls  | Abstention, blancs et nuls | Abstention, blancs et nuls | 31 453 | 62,65  |       |  |
| Exprimés                   | Exprimés                    | Exprimés                   | Exprimés                   | 18 755 | 37,35  | 9,26  |  |
|                            |                             |                            |                            |        |        |       |  |
|                            | Le Labour conserve le siège |                            |                            |        |        |       |  |

#### Élection générale de 2007
| Candidat                   | Candidat                    | Étiquette                  | Parti                               | Vote   | Vote   | Vote  |  |
| Candidat                   | Candidat                    | Étiquette                  | Parti                               | Voix   | %      | ±     |  |
| -------------------------- | --------------------------- | -------------------------- | ----------------------------------- | ------ | ------ | ----- |  |
|                            | Brian Gibbons               | LAB                        | Welsh Labour                        | 10 129 | 49,34  | 10,04 |  |
|                            | Linet Purcell               | PC                         | Plaid Cymru                         | 3 558  | 17,33  | 0,39  |  |
|                            | Andrew Tutton               | IND                        | Neath Port Talbot Independent Party | 2 561  | 12,48  | ND    |  |
|                            | Daisy Meyland-Smith         | CON                        | Welsh Conservatives                 | 1 990  | 9,69   | 0,46  |  |
|                            | Claire Waller               | LD                         | Welsh Liberal Democrats             | 1 450  | 7,06   | 2,75  |  |
|                            | Captain Beany               | IND                        | Millenium Bean Party                | 840    | 4,09   | ND    |  |
|                            |                             |                            |                                     |        |        |       |  |
| Majorité                   | Majorité                    | Majorité                   | Majorité                            | 6 571  | 32,01  | 9,65  |  |
| Transfert de Butler        | Transfert de Butler         | Transfert de Butler        | Transfert de Butler                 |        |        | 4,83  |  |
|                            |                             |                            |                                     |        |        |       |  |
| Corps électoral            | Corps électoral             | Corps électoral            | Corps électoral                     | 51 536 | 100,00 |       |  |
| Abstention, blancs et nuls | Abstention, blancs et nuls  | Abstention, blancs et nuls | Abstention, blancs et nuls          | 31 008 | 60,17  |       |  |
| Exprimés                   | Exprimés                    | Exprimés                   | Exprimés                            | 20 528 | 39,83  | 2,48  |  |
|                            |                             |                            |                                     |        |        |       |  |
|                            | Le Labour conserve le siège |                            |                                     |        |        |       |  |

#### Élection générale de 2011
| Candidat            | Candidat                    | Étiquette           | Parti                   | Vote   | Vote   | Vote  |  |
| Candidat            | Candidat                    | Étiquette           | Parti                   | Voix   | %      | ±     |  |
| ------------------- | --------------------------- | ------------------- | ----------------------- | ------ | ------ | ----- |  |
|                     | David Rees                  | LAB                 | Welsh Labour            | 12 104 | 64,11  | 14,77 |  |
|                     | Paul Nicholls Jones         | PC                  | Plaid Cymru             | 2 793  | 14,79  | 2,54  |  |
|                     | T. J. Morgan                | CON                 | Welsh Conservatives     | 2 704  | 14,32  | 4,63  |  |
|                     | Helen Ceri Clarke           | LD                  | Welsh Liberal Democrats | 1 278  | 6,77   | 0,29  |  |
|                     |                             |                     |                         |        |        |       |  |
| Majorité            | Majorité                    | Majorité            | Majorité                | 9 311  | 49,32  | 17,31 |  |
| Transfert de Butler | Transfert de Butler         | Transfert de Butler | Transfert de Butler     |        |        | 8,66  |  |
|                     |                             |                     |                         |        |        |       |  |
| Corps électoral     | Corps électoral             | Corps électoral     | Corps électoral         | 50 754 | 100,00 |       |  |
| Abstention          | Abstention                  | Abstention          | Abstention              | 31 699 | 62,47  |       |  |
| Participation       | Participation               | Participation       | Participation           | 19 055 | 37,54  |       |  |
| Exprimés            | Exprimés                    | Exprimés            | Exprimés                | 18 879 | 37,20  | 2,63  |  |
| Blancs et nuls      | Blancs et nuls              | Blancs et nuls      | Blancs et nuls          | 166    | 0,33   |       |  |
|                     |                             |                     |                         |        |        |       |  |
|                     | Le Labour conserve le siège |                     |                         |        |        |       |  |

#### Élection générale de 2016
| Candidat                   | Candidat                    | Étiquette                  | Parti                             | Vote   | Vote   | Vote  |  |
| Candidat                   | Candidat                    | Étiquette                  | Parti                             | Voix   | %      | ±     |  |
| -------------------------- | --------------------------- | -------------------------- | --------------------------------- | ------ | ------ | ----- |  |
|                            | David Rees                  | LAB                        | Welsh Labour                      | 10 578 | 50,73  | 13,38 |  |
|                            | Bethan Jenkins              | PC                         | Plaid Cymru                       | 4 176  | 20,03  | 5,24  |  |
|                            | Glenda Davies               | UKIP                       | United Kingdom Independence Party | 3 119  | 14,96  | ND    |  |
|                            | David Jenkins               | CON                        | Welsh Conservatives               | 1 342  | 6,44   | 7,88  |  |
|                            | Helen Ceri Clarke           | LD                         | Welsh Liberal Democrats           | 1 248  | 5,99   | 0,78  |  |
|                            | Jonathan Tier               | WGP                        | Wales Green Party                 | 389    | 1,87   | ND    |  |
|                            |                             |                            |                                   |        |        |       |  |
| Majorité                   | Majorité                    | Majorité                   | Majorité                          | 6 402  | 30,70  | 18,62 |  |
| Transfert de Butler        | Transfert de Butler         | Transfert de Butler        | Transfert de Butler               |        |        | 9,31  |  |
|                            |                             |                            |                                   |        |        |       |  |
| Corps électoral            | Corps électoral             | Corps électoral            | Corps électoral                   | 49 074 | 100,00 |       |  |
| Abstention, blancs et nuls | Abstention, blancs et nuls  | Abstention, blancs et nuls | Abstention, blancs et nuls        | 28 222 | 57,51  |       |  |
| Exprimés                   | Exprimés                    | Exprimés                   | Exprimés                          | 20 852 | 42,49  | 4,95  |  |
|                            |                             |                            |                                   |        |        |       |  |
|                            | Le Labour conserve le siège |                            |                                   |        |        |       |  |